# Вудсбург (Нью-Йорк)
Вудсбург (англ. Woodsburgh) — селище (англ. village) в США, в окрузі Нассау штату Нью-Йорк. Населення — 897 осіб (2020).

## Географія
Вудсбург розташований за координатами 40°37′16″ пн. ш. 73°42′22″ зх. д. / 40.62111° пн. ш. 73.70611° зх. д. (40.621197, -73.706215).  За даними Бюро перепису населення США в 2010 році селище мало площу 0,99 км², з яких 0,88 км² — суходіл та 0,11 км² — водойми.

## Демографія
Згідно з переписом 2010 року, у селищі мешкало 778 осіб у 267 домогосподарствах у складі 210 родин. Густота населення становила 782 особи/км².  Було 300 помешкань (302/км²).
Расовий склад населення:
| - 94,5 % — білих - 2,8 % — азіатів - 0,9 % — чорних або афроамериканців - 0,1 % — корінних американців - 1,0 % — осіб інших рас |

До двох чи більше рас належало 0,6 %. Частка іспаномовних становила 3,0 % від усіх жителів.
За віковим діапазоном населення розподілялося таким чином: 23,7 % — особи молодші 18 років, 58,8 % — особи у віці 18—64 років, 17,5 % — особи у віці 65 років та старші. Медіана віку мешканця становила 48,1 року. На 100 осіб жіночої статі у селищі припадало 95,0 чоловіків;  на 100 жінок у віці від 18 років та старших — 92,9 чоловіків також старших 18 років.
Середній дохід на одне домашнє господарство  становив 251 577 доларів США (медіана — 168 750), а середній дохід на одну сім'ю — 290 122 долари (медіана — 190 000). За межею бідності перебувало 4,5 % осіб, у тому числі 1,6 % дітей у віці до 18 років та 5,2 % осіб у віці 65 років та старших.
Цивільне працевлаштоване населення становило 384 особи. Основні галузі зайнятості: освіта, охорона здоров'я та соціальна допомога — 41,1 %, фінанси, страхування та нерухомість — 15,9 %, роздрібна торгівля — 11,7 %, науковці, спеціалісти, менеджери — 9,6 %.